# Līksna
Līksna (deutsch: Lixna, Lixten) ist eine Ortschaft im Südosten Lettlands.
Līksna befindet sich etwa 15 km nordwestlich der Stadt Daugavpils, nahe dem Fluss Düna und der Staatsstraße A6. 2010 hatte der Ort mit umliegender Gemeinde 1295 Einwohner.

## Geschichte

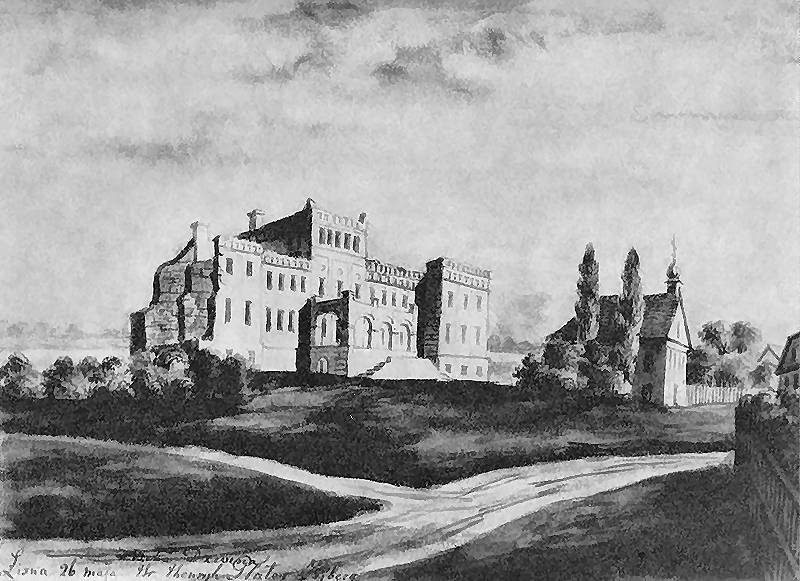
Gemälde der Schlossruine

1770 wurden die Gebäude des Guts Lixna im barocken Stil umgebaut und mit einer großzügigen Parkanlage versehen. Die Bibliothek des Schlosses Līksna zählte 20.000 Bücher. Līksna war ein Zentrum geistigen Lebens in Lettgallen.
Im Ersten Weltkrieg wurden diese Gebäude zerstört. Erhalten blieb die römisch-katholische Kirche des Heiligen Herzens Jesu, ein doppeltürmiger neugotischer Backsteinbau, errichtet 1909–1913.

## Persönlichkeiten
- Eduard von der Ropp (1851–1939, geboren in Lixna), katholischer Erzbischof in Russland und Litauen
- Emilia Plater (1806–1831), die „litauisch-polnische Jeanne d’Arc“ genannt, verbrachte ihre Jugend in Lixna
- Adelsfamilie Plater-Syberg